# Real Jaén CF
A Real Jaén, teljes nevén Real Jaén Club de Fútbol egy spanyol labdarúgócsapat. A klubot 1929-ben alapították, jelenleg a harmadosztályban szerepel. Székhelye Jaén városa.

## Jelenlegi keret
| #  |                   | Poszt | Név                     |
| -- | ----------------- | ----- | ----------------------- |
| 1  | ESP               | K     | Tejera                  |
| 25 | ESP               | K     | Adrián Laureda          |
| 21 | ESP               | V     | Fabios (Csapatkapitány) |
| 6  | ESP               | V     | Rojas                   |
| 3  | ESP               | V     | Zurdo                   |
| 22 | ESP               | V     | Juanjo                  |
| 23 | ESP               | KP    | Martos                  |
| 5  | ESP               | KP    | José Mari               |
| 7  | Egyenlítői-Guinea | KP    | Iván Zarandona          |

| #  |     | Poszt | Név           |
| -- | --- | ----- | ------------- |
| 8  | ESP | KP    | Valdés        |
| 19 | ESP | KP    | Fran Carnicer |
| 16 | ESP | KP    | Adri          |
| 12 | ESP | KP    | Iván          |
| 20 | ESP | CS    | Fran Machado  |
| 10 | ESP | CS    | Diego Segura  |
| 18 | FRA | CS    | Toledo        |
| 15 | ESP | CS    | Pedro         |
| 17 | ESP | CS    | Ángel         |

## Statisztika
| Szezon  | Osztály | Poz. | Copa del Rey |
| ------- | ------- | ---- | ------------ |
| 1943/44 | 3ª      | 2.   |              |
| 1944/45 | 3ª      | 4.   |              |
| 1945/46 | 3ª      | 2.   |              |
| 1946/47 | 3ª      | 2.   |              |
| 1947/48 | 3ª      | 8.   |              |
| 1948/49 | 3ª      | 10.  |              |
| 1949/50 | 3ª      | 11.  |              |
| 1950/51 | 3ª      | 3.   |              |
| 1951/52 | 3ª      | 1.   |              |
| 1952/53 | 2ª      | 1.   |              |
| 1953/54 | 1ª      | 14.  |              |
| 1954/55 | 2ª      | 7.   |              |
| 1955/56 | 2ª      | 1.   |              |
| 1956/57 | 1ª      | 14.  |              |
| 1957/58 | 1ª      | 16.  |              |
| 1958/59 | 2ª      | 9.   |              |
| 1959/60 | 2ª      | 3.   |              |
| 1960/61 | 2ª      | 14.  |              |

| Szezon  | Osztály | Poz. | Copa del Rey |
| ------- | ------- | ---- | ------------ |
| 1961/62 | 2ª      | 9.   |              |
| 1962/63 | 2ª      | 14.  |              |
| 1963/64 | 3ª      | 4.   |              |
| 1964/65 | 3ª      | 1.   |              |
| 1965/66 | 3ª      | 5.   |              |
| 1966/67 | 3ª      | 1.   |              |
| 1967/68 | 2ª      | 11.  |              |
| 1968/69 | 3ª      | 5.   |              |
| 1969/70 | 3ª      | 8.   |              |
| 1970/71 | 3ª      | 8.   |              |
| 1971/72 | 3ª      | 3.   |              |
| 1972/73 | 3ª      | 9.   |              |
| 1973/74 | 3ª      | 10.  |              |
| 1974/75 | 3ª      | 12.  |              |
| 1975/76 | 3ª      | 1.   |              |
| 1976/77 | 2ª      | 4.   |              |
| 1977/78 | 2ª      | 15.  |              |
| 1978/79 | 2ª      | 17.  |              |

| Szezon  | Osztály | Poz. | Copa del Rey |
| ------- | ------- | ---- | ------------ |
| 1979/80 | 2ªB     | 12.  |              |
| 1980/81 | 2ªB     | 7.   |              |
| 1981/82 | 2ªB     | 15.  |              |
| 1982/83 | 2ªB     | 12.  |              |
| 1983/84 | 2ªB     | 3.   |              |
| 1984/85 | 2ªB     | 7.   |              |
| 1985/86 | 2ªB     | 18.  |              |
| 1986/87 | 3ª      | 5.   |              |
| 1987/88 | 3ª      | 1.   |              |
| 1988/89 | 2ªB     | 11.  |              |
| 1989/90 | 2ªB     | 17.  |              |
| 1990/91 | 3ª      | 4.   |              |
| 1991/92 | 2ªB     | 10.  |              |
| 1992/93 | 2ªB     | 4.   |              |
| 1993/94 | 2ªB     | 4.   |              |
| 1994/95 | 2ªB     | 4.   |              |

| Szezon  | Osztály | Poz. | Copa del Rey |
| ------- | ------- | ---- | ------------ |
| 1995/96 | 2ªB     | 1.   |              |
| 1996/97 | 2ªB     | 3.   |              |
| 1997/98 | 2ª      | 20.  |              |
| 1998/99 | 2ªB     | 8.   |              |
| 1999/00 | 2ªB     | 4.   |              |
| 2000/01 | 2ª      | 10.  |              |
| 2001/02 | 2ª      | 22.  |              |
| 2002/03 | 2ªB     | 12.  |              |
| 2003/04 | 2ªB     | 12.  |              |
| 2004/05 | 2ªB     | 9.   |              |
| 2005/06 | 2ªB     | 13.  |              |
| 2006/07 | 2ªB     | 6.   |              |
| 2007/08 | 2ªB     | 9.   |              |
| 2008/09 | 2ªB     | 2.   |              |
| 2009/10 | 2ªB     | 3.   |              |
| 2010/11 | 2ªB     | —    | 2. kör       |

## Vezetőedzők
| Név                           | Ország        | Tól             | Ig              |
| ----------------------------- | ------------- | --------------- | --------------- |
| Eusebio Ríos                  | Spanyolország | 1975            | 1976            |
| Juan Manuel Tartilán          | Spanyolország | 1987            | 1988            |
| Tolo Plaza                    | Spanyolország | 1988            | 1989            |
| Gregorio Manzano              | Spanyolország | 1990            | 1991            |
| Rafael Alcaide Crispi         | Spanyolország | 1992            | 1993            |
| Tolo Plaza                    | Spanyolország | 1993            | 1996 decembere  |
| Quico Álvarez                 | Spanyolország | 1996 decembere  | 1997 októbere   |
| Manolo Jiménez                | Spanyolország | 1997 októbere   | 1998            |
| Antonio Teixidó               | Spanyolország | 1998            | 2000 áprilisa   |
| Juan Manuel Tartilán          | Spanyolország | 2000 áprilisa   | 2000            |
| Pedro Braojos                 | Spanyolország | 2000            | 2001            |
| Francisco Javier López Alfaro | Spanyolország | 2001            | 2001 decembere  |
| Juan Antonio Albacete Anquela | Spanyolország | 2001 decembere  | 2002 márciusa   |
| Manolo Jiménez                | Spanyolország | 2002 márciusa   | 2002            |
| Josep María Nogués            | Spanyolország | 2002            | 2004            |
| Cacho Heredia                 | Argentína     | 2004            | ?               |
| Juan Carlos Álvarez           | Spanyolország | 2004            | 2004 novembere  |
| José Jesús Aybar              | Spanyolország | 2004 novembere  | 2005 novembere  |
| José Aurelio Gay              | Spanyolország | 2005 novembere  | 2006            |
| Jordi Vinyals                 | Spanyolország | 2006            | 2007            |
| Fernando Campos               | Spanyolország | 2007            | 2007 novembere  |
| Carlos Terrazas               | Spanyolország | 2007 novembere  | 2009 augusztusa |
| Álvaro Cervera Díaz           | Spanyolország | 2009 augusztusa | 2010 júniusa    |
| Óscar Cano Moreno             | Spanyolország | 2010 júniusa    |                 |
| José Miguel Campos            | Spanyolország | 2010 júniusa    | 2010 decembere  |
| Manuel Herrero Galaso         | Spanyolország | 2011 januárja   | Jelenleg        |

## Ismertebb játékosok
| - José Basualdo - Julio Corcuera - Darío Delgado - Claudio García - Pablo Guede - Adalberto Rodríguez - Horacio García - Pedro Sará - Carlos Torres - Fininho - Goran Milošević - Aitor - Ángel María Arregui - José Cascalès | - Cheli - Fernando Esparza - Javi Guerrero - Juanjo - Curro Montoya - Ramón Moya - Diego Ribera - Mikel Roteta - Antonio Rueda - José Zahínos - Adel Sellimi - Gustavo Biscayzacú - Carlos Gutíerrez - Avelino Viña |

## Induló
| ¡Real Jaén! ¡Real Jaén! No hay equipo que te venza, No hay equipo que compita, Con tu euforia y tu tesón. Y por eso todos gritan, ¡El Real Jaén campeón! El campo de La Victoria, Es el testigo imparcial. De tus batallas de gloria, Y de tu marcha triunfal. Tus muchachos son orgullo, De Jaén que es Reino Santo, Y es para todos arrullo, El entonar este canto: | ¡Real Jaén! ¡Real Jaén! No hay equipo que te venza, No hay equipo que compita, Con tu euforia y tu tesón. Y por eso todos gritan, ¡El Real Jaén campeón! Jaén de mis pensamientos, Tierra sublime e ideal. Alcázar de sentimientos, Y para el fútbol genial. Los jaeneros con firmeza, Con amor al Santo Rostro, Saben cantar tu grandeza, Al entonar este canto: | ¡Real Jaén! ¡Real Jaén! No hay equipo que te venza, No hay equipo que compita, Con tu euforia y tu tesón. Y por eso todos gritan, ¡El Real Jaén campeón! ¡Alabi! ¡Alaba! ¡Jaén y nadie más! |

## Fordítás
- Ez a szócikk részben vagy egészben  a   Real Jaén című angol Wikipédia-szócikk fordításán alapul.  Az eredeti cikk szerkesztőit annak laptörténete sorolja fel. Ez a jelzés csupán a megfogalmazás eredetét és a szerzői jogokat jelzi, nem szolgál a cikkben szereplő információk forrásmegjelöléseként.
- Ez a szócikk részben vagy egészben  a   Real Jaén Club de Fútbol című spanyol Wikipédia-szócikk fordításán alapul.  Az eredeti cikk szerkesztőit annak laptörténete sorolja fel. Ez a jelzés csupán a megfogalmazás eredetét és a szerzői jogokat jelzi, nem szolgál a cikkben szereplő információk forrásmegjelöléseként.

## Külső hivatkozások
- Hivatalos weboldal (spanyolul)
- Nem hivatalos weboldal (spanyolul)
- Futbolme (spanyolul)